# Gus Wortham
Gus Sessions Wortham (18 de febrero de 1891 - 1 de septiembre de 1976)  fue un empresarioy líder cívico de Houston (Texas).

## Biografía
Nació el 18 de febrero de 1891 en Mexia (Texas). Se mudó con su padre, John Lee Wortham, a Houston, también en Texas, y abrió una agencia de seguros, John L. Wortham e Hijo. Once años más tarde fundó la Compañía Americana de Seguros Generales con Jesse H. Jones, James A. Elkins, y Link John W. American General fue adquirida por American International Group el 29 de agosto de 2001.
Wortham sirvió dos términos como presidente de la Cámara de Comercio de Houston, y él y su esposa, Lyndall Wortham Finley, crearon la Fundación Wortham, que apoya las actividades culturales y el desarrollo de parques en el área metropolitana de Houston. En honor a los Wortham se bautizaron el Centro Wortham, que es la sede del Ballet de Houston y de la Houston Grand Opera; el Parque Gus Wortham Park; la fuente conmemorativa Gus Wortham; el Wortham IMAX Theater, en el Museo de Ciencias Naturales de Houston; el World Wortham of Primates, en el Zoológico de Houston; el Teatro Lyndall Wortham Finley, de la Universidad de Houston; y la Torre Wortham, en el Centro de American General.
La hija de Wortham, Diana Wortham, es también una filántropa que contribuyó a mejorar la Pack Place, en Asheville (Carolina del Norte), donde el Teatro Diana Wortham lleva su nombre.
Murió el 1 de septiembre de 1976. Gus y su esposa Lyndall están enterrados en el mausoleo de Wortham, ubicado en el extremo norte del cementerio Magnolia, en el número 816 de Montrose Blvd. 
La casa familiar, la Wortham House, fue donada por la Fundación Wortham en nombre de Lyndall Wortham a la Universidad de Houston, para que funcione como residencia del rector del sistema universitario quien, por contrato, debe residir en la Wortham House durante su mandato.